# Memphis Grizzlies 2019-2020
La stagione 2019-2020 dei Memphis Grizzlies è stata la 25ª stagione della franchigia nella NBA.
L'11 marzo 2020, la stagione NBA è stata interrotta per via della pandemia di COVID-19, dopo che il giocatore degli Utah Jazz Rudy Gobert è stato trovato positivo al virus.
Il 4 giugno, i Grizzlies, con la decisione da parte del NBA di terminare la stagione, fa parte delle 22 squadre qualificate e in lotta per i playoff.

## Maglie
Lo Sponsor tecnico, come per tutte le squadre NBA, è Nike, mentre FedEx è l'unico sponsor sulla canotta. 
| Bianca | Blu | Azzurra | Classic | Classic 2000 |

## Draft
| Giro | Scelta | Giocatore | Ruolo | Nazionalità | Università/Squadra |
| ---- | ------ | --------- | ----- | ----------- | ------------------ |
| 1    | 2      | Ja Morant | P     | Stati Uniti | Murray St. Racers  |

## Roster
| \| Pos. \| Num. \| Naz. \| Nome \| Altezza \| Peso \| Data nascita \| Provenienza \| \| ----- \| ---- \| ---------------------- \| ------------------- \| ------- \| ------ \| ------------ \| ------------------- \| \| AP/AG \| 1 \| Stati Uniti (bandiera) \| Anderson, Kyle \| 206 cm \| 104 kg \| 20–09–1993 \| UCLA \| \| G \| 0 \| Stati Uniti (bandiera) \| Melton, De'Anthony \| 190 cm \| 86 kg \| 28–05–1998 \| Southern California \| \| G/AP \| 24 \| Canada (bandiera) \| Brooks, Dillon \| 198 cm \| 100 kg \| 22–01–1996 \| Oregon \| \| G \| 3 \| Stati Uniti (bandiera) \| Allen, Grayson \| 196 cm \| 93 kg \| 08–10–1995 \| Duke \| \| AP \| 7 \| Stati Uniti (bandiera) \| Winslow, Justise \| 191 cm \| 101 kg \| 26–03–1996 \| Duke \| \| G \| 12 \| Stati Uniti (bandiera) \| Morant, Ja \| 191 cm \| 79 kg \| 10-08–1999 \| Murray State \| \| C \| 14 \| Senegal (bandiera) \| Dieng, Gorgui \| 208 cm \| 114 kg \| 18–01–1990 \| Louisville \| \| AG/C \| 13 \| Stati Uniti (bandiera) \| Jackson, Jaren \| 211 cm \| 107 kg \| 15–09–1999 \| Michigan State \| \| AP/AG \| 15 \| Canada (bandiera) \| Clarke, Brandon \| 203 cm \| 98 kg \| 19–09–1996 \| Gonzaga \| \| G/AP \| 20 \| Stati Uniti (bandiera) \| Jackson, Josh \| 203 cm \| 91 kg \| 10–02–1997 \| Kansas \| \| P \| 21 \| Stati Uniti (bandiera) \| Jones, Tyus \| 188 cm \| 83 kg \| 10–05–1996 \| Duke \| \| G \| 23 \| Serbia (bandiera) \| Gudurić, Marko \| 196 cm \| 91 kg \| 08–03–1995 \| Serbia \| \| C \| 17 \| Lituania (bandiera) \| Valančiūnas, Jonas \| 213 cm \| 116 kg \| 06–05–1992 \| Lituania \| \| AG \| 44 \| Stati Uniti (bandiera) \| Tolliver, Anthony \| 203 cm \| 109 kg \| 01–06–1985 \| Creighton \| \| AP \| 18 \| Giappone (bandiera) \| Watanabe, Yūta (TW) \| 203 cm \| 98 kg \| 13–10–1994 \| George Washington \| \| G \| 46 \| Stati Uniti (bandiera) \| Konchar, John (TW) \| 196 cm \| 95 kg \| 22–03–1996 \| Fort Wayne \| | Allenatore - Taylor Jenkins Assistente/i - Blake Ahearn - Brad Jones - David McClure - Vitaly Potapenko - Scoonie Penn - Darko Rajaković - Sonia Raman Legenda - (C) Capitano - (FA) Free agent - (S) Sospeso - (TW) Contratto Two-way - (GL) Assegnato a squadra G League affiliata - Infortunato Roster • Transazioni · Ultima transazione: 2020–04–11 |                        |                     |         |        |              |                     |
| Pos. | Num. | Naz.                   | Nome                | Altezza | Peso   | Data nascita | Provenienza         |
| AP/AG | 1 | Stati Uniti (bandiera) | Anderson, Kyle      | 206 cm  | 104 kg | 20–09–1993   | UCLA                |
| G | 0 | Stati Uniti (bandiera) | Melton, De'Anthony  | 190 cm  | 86 kg  | 28–05–1998   | Southern California |
| G/AP | 24 | Canada (bandiera)      | Brooks, Dillon      | 198 cm  | 100 kg | 22–01–1996   | Oregon              |
| G | 3 | Stati Uniti (bandiera) | Allen, Grayson      | 196 cm  | 93 kg  | 08–10–1995   | Duke                |
| AP | 7 | Stati Uniti (bandiera) | Winslow, Justise    | 191 cm  | 101 kg | 26–03–1996   | Duke                |
| G | 12 | Stati Uniti (bandiera) | Morant, Ja          | 191 cm  | 79 kg  | 10-08–1999   | Murray State        |
| C | 14 | Senegal (bandiera)     | Dieng, Gorgui       | 208 cm  | 114 kg | 18–01–1990   | Louisville          |
| AG/C | 13 | Stati Uniti (bandiera) | Jackson, Jaren      | 211 cm  | 107 kg | 15–09–1999   | Michigan State      |
| AP/AG | 15 | Canada (bandiera)      | Clarke, Brandon     | 203 cm  | 98 kg  | 19–09–1996   | Gonzaga             |
| G/AP | 20 | Stati Uniti (bandiera) | Jackson, Josh       | 203 cm  | 91 kg  | 10–02–1997   | Kansas              |
| P | 21 | Stati Uniti (bandiera) | Jones, Tyus         | 188 cm  | 83 kg  | 10–05–1996   | Duke                |
| G | 23 | Serbia (bandiera)      | Gudurić, Marko      | 196 cm  | 91 kg  | 08–03–1995   | Serbia              |
| C | 17 | Lituania (bandiera)    | Valančiūnas, Jonas  | 213 cm  | 116 kg | 06–05–1992   | Lituania            |
| AG | 44 | Stati Uniti (bandiera) | Tolliver, Anthony   | 203 cm  | 109 kg | 01–06–1985   | Creighton           |
| AP | 18 | Giappone (bandiera)    | Watanabe, Yūta (TW) | 203 cm  | 98 kg  | 13–10–1994   | George Washington   |
| G | 46 | Stati Uniti (bandiera) | Konchar, John (TW)  | 196 cm  | 95 kg  | 22–03–1996   | Fort Wayne          |

## Classifiche

### Southwest Division
| Southwest Division    | Southwest Division | Southwest Division | Southwest Division | Southwest Division | Southwest Division | Southwest Division | Southwest Division | Southwest Division |
| Squadra               | V                  | S                  | V%                 | PR                 | Casa               | Trasf              | Div                | PG                 |
| --------------------- | ------------------ | ------------------ | ------------------ | ------------------ | ------------------ | ------------------ | ------------------ | ------------------ |
| y – Houston Rockets   | 44                 | 28                 | .611               | 8,5                | 24–12              | 20–16              | 8–5                | 72                 |
| x – Dallas Mavericks  | 43                 | 32                 | .573               | 11,0               | 20–18              | 23–14              | 10–4               | 75                 |
| v – Memphis Grizzlies | 34                 | 39                 | .466               | 19,0               | 20–17              | 14–22              | 4–9                | 73                 |
| San Antonio Spurs     | 32                 | 39                 | .451               | 20,0               | 19–15              | 13–24              | 7–6                | 71                 |
| N.O. Pelicans         | 30                 | 42                 | .417               | 22,5               | 15–21              | 15–21              | 4–9                | 72                 |

### Western Conference
| Western Conference | Western Conference      | Western Conference | Western Conference | Western Conference | Western Conference | Western Conference |
| #                  | Squadra                 | V                  | S                  | V%                 | PR                 | PG                 |
| ------------------ | ----------------------- | ------------------ | ------------------ | ------------------ | ------------------ | ------------------ |
| 1                  | c – L.A. Lakers *       | 52                 | 19                 | .732               | –                  | 71                 |
| 2                  | x – L.A. Clippers       | 49                 | 23                 | .681               | 3,5                | 72                 |
| 3                  | y – Denver Nuggets *    | 46                 | 27                 | .630               | 7,0                | 73                 |
| 4                  | y – Houston Rockets *   | 44                 | 28                 | .611               | 8,5                | 72                 |
| 5                  | x – Oklahoma Thunder    | 44                 | 28                 | .611               | 8,5                | 72                 |
| 6                  | x – Utah Jazz           | 44                 | 28                 | .611               | 8,5                | 72                 |
| 7                  | x – Dallas Mavericks    | 43                 | 32                 | .573               | 11,0               | 75                 |
| 8                  | v – Portland T. Blazers | 35                 | 39                 | .473               | 18,5               | 74                 |
|                    |                         |                    |                    |                    |                    |                    |
| 9                  | v – Memphis Grizzlies   | 34                 | 39                 | .466               | 19,0               | 73                 |
| 10                 | Phoenix Suns            | 34                 | 39                 | .466               | 19,0               | 73                 |
| 11                 | San Antonio Spurs       | 32                 | 39                 | .451               | 20,0               | 71                 |
| 12                 | Sacramento Kings        | 31                 | 41                 | .431               | 21,5               | 72                 |
| 13                 | N.O. Pelicans           | 30                 | 42                 | .417               | 22,5               | 72                 |
| 14                 | Minnesota T'wolves      | 19                 | 45                 | .297               | 29,5               | 64                 |
| 15                 | G.S. Warriors           | 15                 | 50                 | .231               | 34,0               | 65                 |

## Mercato

### Free Agency

#### Acquisti
| Data       | Giocatore     | Contratto              | Provenienza                |
| ---------- | ------------- | ---------------------- | -------------------------- |
| 08/07/2019 | John Konchar  | 1 anno - $2.5 milioni  | Purdue Ft. Wayne Mastodons |
| 11/07/2019 | Tyus Jones    | 3 anni - $26.4 milioni | Minnesota T'wolves         |
| 31/07/2019 | Marko Gudurić | 2 anni - $5.3 milioni  | Fenerbahçe                 |
| 16/10/2019 | Jarrod Uthoff | 1 anno - $163.000      | Zenit S. Pietroburgo       |

#### Cessioni
| Giocatore      | Motivo     | Nuova squadra    |
| -------------- | ---------- | ---------------- |
| Avery Bradley  | Tagliato   | L.A. Lakers      |
| Tyler Dorsey   | Rilasciato | Maccabi Tel Aviv |
| Justin Holiday | Rilasciato | Indiana Pacers   |
| Joakim Noah    | Rilasciato | L.A. Clippers    |
| Miles Plumlee  | Tagliato   | Zhejiang Lions   |
| Ivan Rabb      | Tagliato   | N.Y. Knicks      |
| Tyler Zeller   | Rilasciato | Denver Nuggets   |

### Scambi
| 6 luglio 2019                               | Memphis GrizzliesGrayson Allen Jae Crowder Kyle Korver Draft rights per Darius Bazley (2019 #23) Scelta 1º giro Draft 2020  | Utah JazzMike Conley                                                                     |
| 6 luglio 2019                               | Memphis GrizzliesDwight Howard                                                                                              | Wash. WizardsC. J. Miles                                                                 |
| 6 luglio 2019                               | Memphis GrizzliesDraft rights per Brandon Clarke (2019 #21)                                                                 | Oklahoma ThunderDraft rights per Darius Bazley (2019 #23) Scelta 2º giro Draft 2024      |
| 7 luglio 2019                               | Memphis GrizzliesJosh Jackson De'Anthony Melton Scelta 2º giro Draft 2020 Scelta 2º giro Draft 2021                         | Phoenix SunsJevon Carter Kyle Korver                                                     |
| 7 luglio 2019                               | Memphis GrizzliesAndre Iguodala De'Anthony Melton Scelta 1º giro Draft 2024                                                 | G.S. WarriorsJulian Washburn                                                             |
| 7 luglio 2019                               | Memphis GrizzliesSolomon Hill Miles Plumlee                                                                                 | Atlanta HawksChandler Parsons                                                            |
| 8 luglio 2019                               | Memphis GrizzliesDraft rights per Satnam Singh (2015 #52) Scelta 2º giro Draft 2021 (da Portland) Scelta 2º giro Draft 2023 | Dallas MavericksDelon Wright                                                             |
| 6 febbraio 2020                             | Memphis GrizzliesJustise Winslow (da Miami) Dion Waiters (da Miami) Gorgui Dieng (da Minnesota)                             | Miami HeatAndre Iguodala (da Memphis) Jae Crowder (da Memphis) Solomon Hill (da Memphis) |
| Minnesota T'wolves James Johnson (da Miami) | |                                                                                          |